# Вердон, Джон
Джон П. Вердон (англ. John P. Verdon; род. 1 января 1942, Бронкс, Нью-Йорк, США) — американский писатель, автор бестселлеров, создатель серии романов о детективе в отставке Дэвиде Гурни.

## Биография
Джон Вердон родился 1 января 1942 года в Бронксе. Окончил школу Регис в Нью-Йорке и Университет Фордхэм. Будучи студентом, увлекался восточными единоборствами, литературой, гонками на спортивных автомобилях и мотоциклах. Первым местом работы Вердона стал парк с аттракционами, где Джон исполнял опасные акробатические трюки. Женившись, Джон устроился копирайтером и следующие 32 года жизни посвятил работе в рекламных агентствах Нью-Йорка.
Выйдя на пенсию и переехав в сельскую местность, расположенную в западных предгорьях гор Катскилл, он увлёкся столярным делом и получил лицензию пилота. На пенсии Джон Вердон увлекся чтением и стал поклонником классических детективов, во всех разновидностях от Конан Дойла до Реджинальда Хилла. Тогда жена Наоми, наблюдая за страстным увлечением мужа, предложила ему написать свою собственную книгу.
Через два года был готов роман «Загадай число», и мир узнал о двух неуемных пенсионерах — Дэвиде Гурни (Dave Gurney) и его создателе Джоне Вердоне (John P. Verdon). Таким образом, первую свою книгу Джон Вердон начал написать уже в возрасте 66 лет, и стал известным писателем в 68 лет после её публикации.
После успешного дебюта автор продолжил творческую работу, подарив читателям серию захватывающих романов о Дэвиде Гурни.
Книги Вердона переведены на два десятка языков. Многие читатели замечают сходство между писателем и главным героем его книг. Действительно, между ними много общего: оба родились в Бронксе, закончили один и тот же колледж, построили успешную карьеру в Нью-Йорке, переехали в сельские районы, полностью отличающиеся от тех, к которым они привыкли. Но, по уверению писателя, его отношения с женой более эмоциональные и теплые, чем у вымышленного персонажа.